# Busqueta calçada

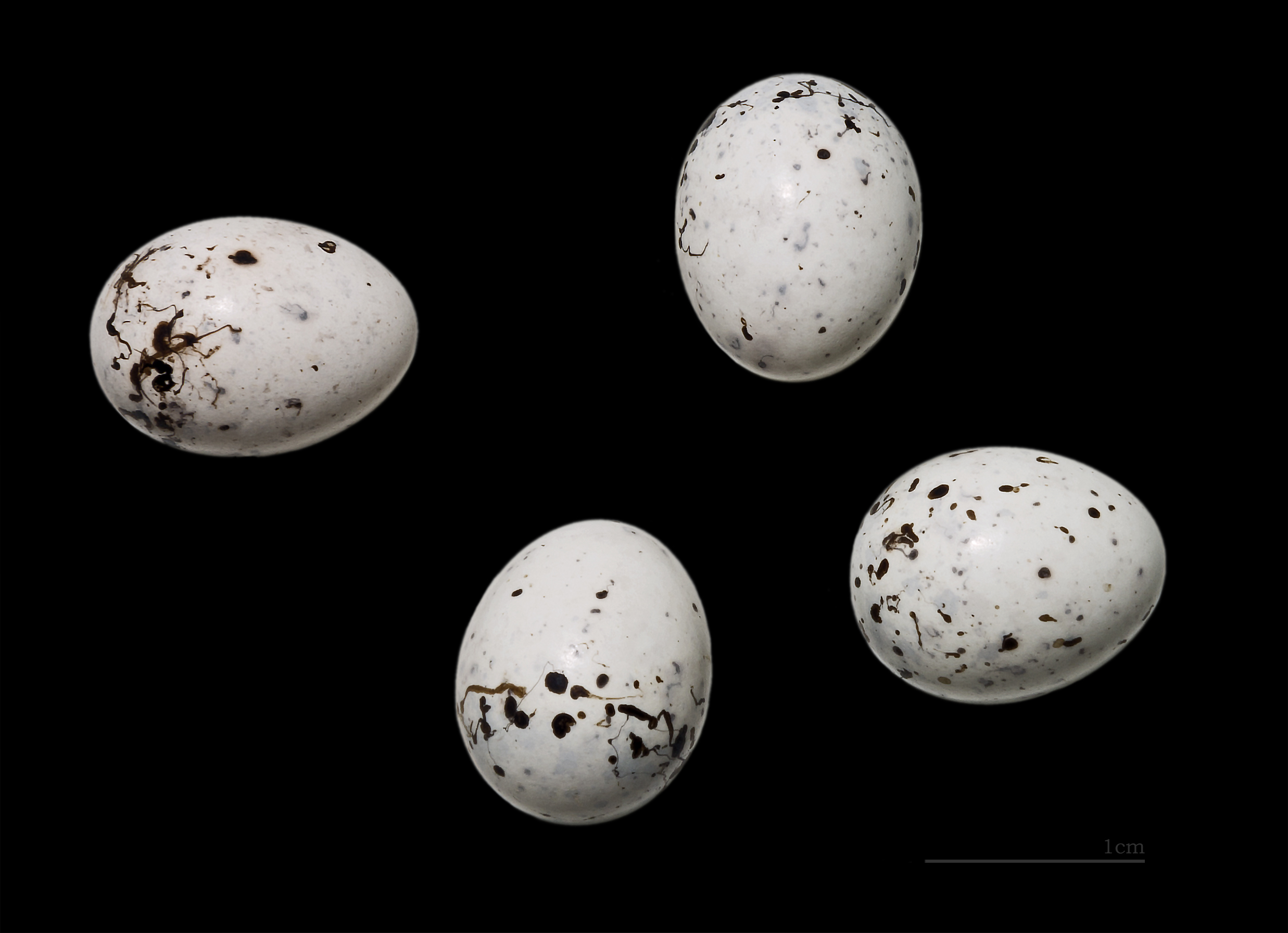
Ous

La bosqueta asiàtica (Iduna caligata) és una espècie d'ocell de la família dels acrocefàlids (Acrocephalidae) que habita zones arbustives i jardins, normalment a prop de l'aigua, a la Rússia europea i sud-oest de l'asiàtica, el Kazakhstan, Uzbekistan, Kirguizstan i nord-oest de la Xina.